# Anna Gavrilenko
Anna Vitaljevna Gavrilenko (ryska: Анна Витальевна Гавриленко), född den 10 juli 1990 i Sverdlovsk i Ryska SFSR (nu Jekaterinburg i Ryssland), är en rysk gymnast.
Hon tog OS-guld i rytmisk gymnastik för trupper i samband med de olympiska gymnastiktävlingarna 2008 i Peking.